# Destroyer (album)
Pour les articles homonymes, voir Destroyer (homonymie).
Albums de Kiss
Alive!
(1975) Rock and Roll Over
(1976)
Singles
1. Shout It Out Loud
Sortie : 1 mars 1976
2. Flaming Youth
Sortie : 30 avril 1976
3. Detroit Rock City
Sortie : 28 juillet 1976
4. Beth
Sortie : Août 1976

Destroyer est le 4e album studio de Kiss sorti en 1976. Il est le deuxième album consécutif de Kiss à entrer dans le Top 20 américain et le premier à entrer dans les charts en Allemagne et en Nouvelle-Zélande. L'album fut certifié disque d'or le 22 avril 1976 et disque de platine le 11 novembre 1976, c'est le premier album de Kiss à atteindre cette distinction. Destroyer est aujourd'hui certifié 9 fois platine aux États-Unis. Destroyer est probablement l'album le plus ambitieux de tous les albums de Kiss dans les années 1970.
Bob Ezrin, qui avait auparavant travaillé avec Alice Cooper, a produit l'album, il y a incorporé plusieurs effets sonores inhabituels pour Kiss, lui donnant un côté plus travaillé. Également, il est connu que Bob Ezrin, qui était en conflit avec Ace Frehley au moment de l'enregistrement de l'album, décida de remplacer le solo de guitare de Frehley sur Sweet Pain par un solo de Dick Wagner. En 2003, le magazine Rolling Stone classa Destroyer 484e sur la liste des 500 plus grands albums de tous les temps.
Depuis la reformation du line-up original en 1996, toutes les chansons de l'album furent jouées au moins une fois, mais depuis le départ d'Ace Frehley et de Peter Criss (respectivement en 2002 et 2004), seules Detroit Rock City, Shout It Out Loud et Beth furent joués à pratiquement tous les concerts. God Of Thunder a également été jouée sur quelques tournées, et le groupe interprète parfois King Of The Night Time World.

## Couverture
La pochette de l'album Destroyer a été peinte par l'artiste Ken Kelly. Avant que l'album ne sorte, son travail avait été montré à Gene Simmons qui avait voulu s'entretenir avec lui pour discuter de la pochette de Destroyer. Kelly avait accepté, mais avait demandé à voir Kiss en concert avant, pour s'en inspirer. Kelly avait donc été invité à un concert de Kiss avec un laissez-passer. Il a dit plus tard de la performance : « It blew me away » (« Ça m'a coupé le souffle. »). KISS lui a plus tard demandé de travailler sur la pochette de Love Gun, sorti en 1977.

## Composition du groupe
- Paul Stanley – chants, guitare rythmique
- Gene Simmons – chants, basse
- Ace Frehley – guitare solo, chœurs
- Peter Criss – batterie, chœurs

## Musiciens additionnels
- Dick Wagner – guitare solo sur Flaming Youth et Sweet Pain, guitare acoustique sur Beth (non crédité)
- Brooklyn Boys Chorus – chants sur Great Expectations
- David et Josh Ezrin – voix sur God of Thunder
- Bob Ezrin - piano sur Beth
- New York Philharmonic - orchestre sur Beth

## Liste des titres
Vinyle – Casablanca Records, Phonogram (6399 064, 6399 064,  France)

### Face-A
| No  | Titre                        | Auteur                          | Chanteur(s)  | Durée |
| --- | ---------------------------- | ------------------------------- | ------------ | ----- |
| A1. | Detroit Rock City            | Ezrin, Stanley                  | Paul Stanley | 5:17  |
| A2. | King of the Night Time World | Ezrin, Stanley, Fowley, Anthony | Paul Stanley | 3:19  |
| A3. | God of Thunder               | Stanley                         | Gene Simmons | 4:13  |
| A4. | Great Expectations           | Ezrin, Simmons                  | Gene Simmons | 4:24  |

### Face-B
| No  | Titre                                                 | Auteur                           | Chanteur(s)                | Durée |
| --- | ----------------------------------------------------- | -------------------------------- | -------------------------- | ----- |
| B1. | Flaming Youth                                         | Ezrin, Stanley, Simmons, Frehley | Paul Stanley               | 2:59  |
| B2. | Sweet Pain                                            | Simmons                          | Gene Simmons               | 3:20  |
| B3. | Shout It Out Loud                                     | Ezrin, Stanley, Simmons          | Paul Stanley, Gene Simmons | 2:49  |
| B4. | Beth                                                  | Ezrin, Criss, Penridge           | Peter Criss                | 2:45  |
| B5. | Do You Love Me?                                       | Ezrin, Stanley, Fowley           | Paul Stanley               | 3:40  |
| B6. | Rock and Roll Party (Chanson cachée sur les vinyles.) | Simmons, Stanley, Ezrin          | Instrumental               | 1:25  |

## Sortie et format
| Pays       | Année        | Label                 | Format        |
| ---------- | ------------ | --------------------- | ------------- |
| États-Unis | 15 mars 1976 | Casablanca Records    | Vinyle        |
| États-Unis | 1976         | Casablanca Records    | K7 audio      |
| États-Unis | 12 août 1997 | Mercury Records       | CD (ReMaster) |
| France     | 1976         | Casablanca, PhonoGram | Vinyle        |

## Charts
| Pays             | Chart                 | Meilleure position | Réf    |
| ---------------- | --------------------- | ------------------ | ------ |
| États-Unis       | Billboard 200         | 11                 | [ 6 ]  |
| Royaume-Uni      | UK Albums Chart       | 22                 | [ 7 ]  |
| Canada           | Canadian Albums Chart | 6                  | [ 8 ]  |
| Suède            | Sverigetopplistan     | 4                  | [ 9 ]  |
| Australie        | ARIA Charts           | 6                  | [ 8 ]  |
| Nouvelle-Zélande | Rianz                 | 16                 | [ 10 ] |
| Japon            | Oricon                | 17                 | [ 8 ]  |

### Certifications
| Industrie | Certifié   | Ventes     |
| --------- | ---------- | ---------- |
| RIAA      | 9x Platine | 9 millions |